# Star (Bootsklasse)
Der Star (oder deutsch: Starboot, engl.: Starboat) ist eine Einheitsklasse für ein offenes Zweimann-Kielboot. Sie wurde als Regattayacht bei Olympischen Spielen bis 2012 eingesetzt. Der Star ist ein Regattaboot für den anspruchsvollen und athletischen Segler, deshalb zieht es in diese Bootsklasse immer wieder die Topsegler aus aller Welt (Dennis Conner, Russell Coutts, Paul Elvstrøm, Mark Reynolds, Torben Grael, Iain Percy u. a.).

## Geschichte

Segelriss Star

Der Star wurde 1910 als offenes Zwei-Mann-Kielboot von William Gardner und Francis Sweisguth entworfen. Ein Jahr später, 1911, wurde ein internationaler Interessenverband gegründet, der seit 1922 nahezu jährlich eine Weltmeisterschaft für Star-Boote veranstaltet. Bereits 1932 wurde der Star als olympische Bootsklasse ausgewählt. Er war damit nach dem 12' Dinghy (Antwerpen 1920) die zweite Einheitsklasse, die bei Olympischen Spielen gesegelt wurde und die erste Einheitskielbootsklasse.
1968 wurde der Star allerdings zum ersten Mal durch eine andere Bootsklasse ersetzt, die Tempest. Nach den Olympischen Spielen 1976 bekam das Boot die olympischen Ringe zurück. Für die Olympischen Spiele 2016 wurde der Star erneut nicht nominiert. Das veranstaltende Olympische Komitee Brasiliens konnte jedoch eine weitere Disziplin nominieren und entschied sich für das Starboot. Im Gegenzug müssen sämtliche damit verbundenen Kosten vom Veranstalter getragen werden.
Die lange olympische Geschichte erklärt die internationale Verbreitung der anspruchsvollen Bootsklasse. Seit 1911 vertritt die International Star Class Yacht Racing Association als weltweiter Verband (Klassenvereinigung) die Interessen der Star-Klasse. Sie ist in zwei „Hemisphären“, Süd und Nord, und darunter in insgesamt 21 „Distrikte“ aufgeteilt, welche wiederum in sogenannte „Flotten“ (beispielsweise 23 in Deutschland) untergliedert sind. Süddeutschland gehört gemeinsam mit Österreich, Belarus, Kroatien, Tschechien, Georgien, Ungarn, Slowakei, Slowenien, Russland und der Ukraine zum Distrikt 17. Norddeutschland gehört mit Großbritannien, Benelux und Dänemark zum 13. Distrikt. Die Hamburger Flotte wurde 1931 begründet; die jüngste Flotte in Deutschland ist die Bremer Flotte von 1995.
Bis August 2023 wurden insgesamt 8591 Stare gebaut.

## Rumpf

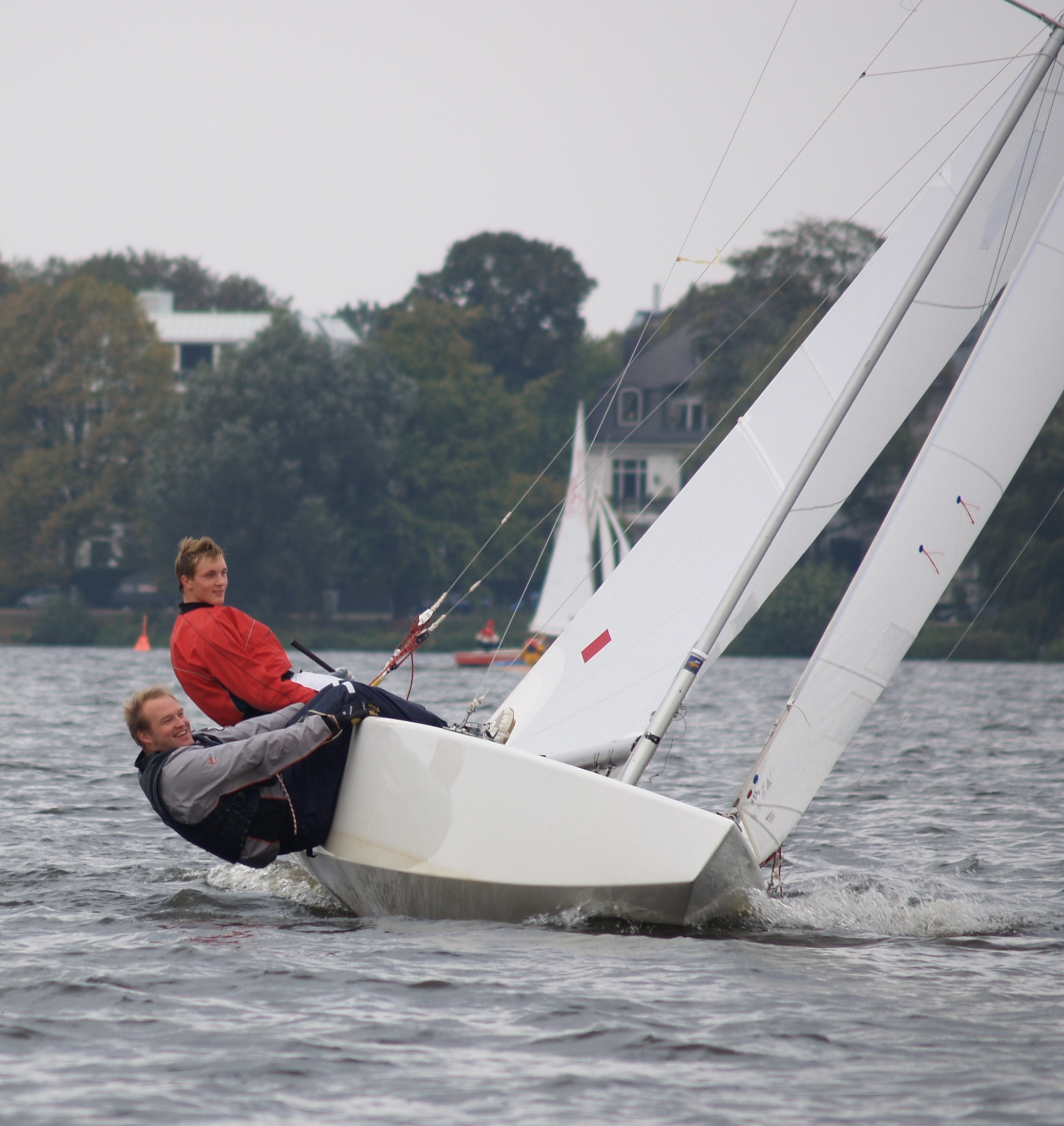
Star hoch am Wind, Crew reitet aus

Zulässige Werkstoffe für den Knickspant-Rumpf sind Holz oder glasfaserverstärktes Polyester- oder Epoxidharz. Inzwischen wurde jedoch das Holz fast vollständig aus dem Bereich der Rennyachten verdrängt und ist nur noch bei älteren Rümpfen zu finden.
Der Rumpf besitzt einen in Querrichtung leicht gewölbten Flachboden, der in Längsrichtung gebogen ist. Dies führt zu einem relativ kurzen Vorsteven, der sich schon oberhalb der Wasserlinie befindet. Das Heck hat einen leicht positiven Spiegel (Plattgattheck).
Die Baupläne sind für jedermann vom Central Office der ISCYRA in Chicago erhältlich.

## Rigg, Takelage, Segel

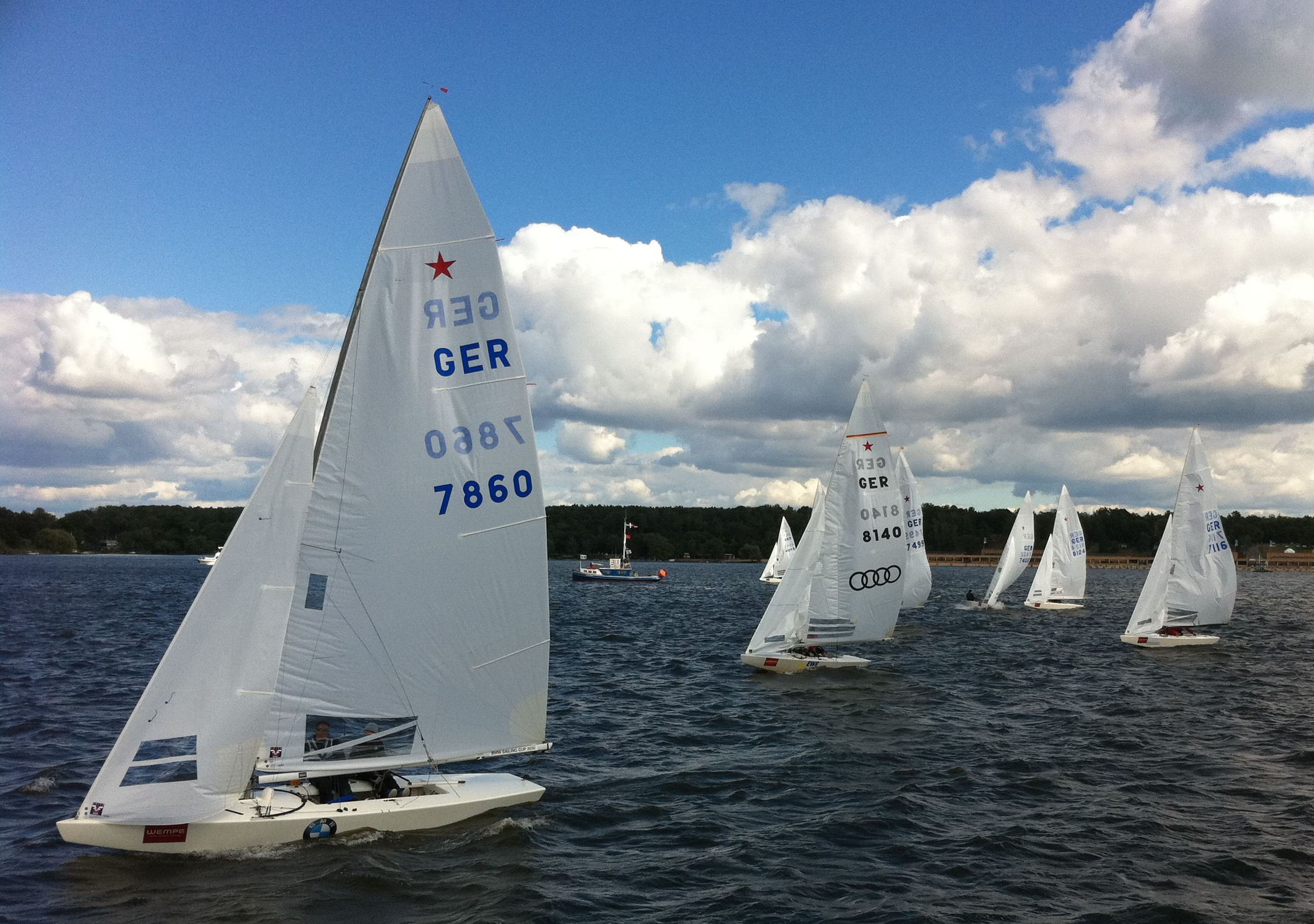
Starboot Regatta auf dem Wannsee (2010)

Das einfache Rigg verleiht dem Star auf dem Wasser ein fast unverwechselbares Erscheinungsbild. Neben dem weit vorne stehenden Mast sticht vor allem die im Vergleich mit dem Rumpf große Großsegelfläche ins Auge. Bei einer Bootslänge von 6,92 m besitzt der Großbaum eine Länge von circa 4,5 m und ragt damit knapp über das Heck hinaus; das Großsegel hat eine Fläche von über 20 m². Mit der Fock zusammen trägt der Star mehr als 27 m² Segelfläche.
Anders als die meisten modernen Regattaklassen besitzt der Star neben Fock und Großsegel keinen Spinnaker oder Gennaker. Der Star ist trotzdem ein komplex zu segelndes Boot, da eine Vielzahl von Trimmmöglichkeiten es erlauben, das Rigg den Erfordernissen entsprechend einzustellen.

## Regatten: Internationale Meister
Eine Besonderheit der Starboot-Klasse ist es, dass man bereits am Segelzeichen erkennen kann, mit wem man es zu tun hat. Die Weltmeister der Klasse haben das Recht, statt des roten Klassenzeichens einen Fünfzack-Stern in Gold, Sieger einer Kontinental- oder Hemisphären-Meisterschaft einen in Silber, Distrikt-Meister einen in Blau und die Gewinner einer Anfänger-Distrikt-Meisterschaft den Stern in Grün anzubringen. Olympiasieger erhalten einen goldenen Stern, der oberhalb der olympischen Ringe steht. Es gilt als äußerst unfein, den Segelmacher darauf hinzuweisen, den entsprechenden farbigen Stern anzubringen, wenn dieser es nicht von sich aus tut, weil er zum Beispiel nicht wusste, mit wem er es zu tun hat. Erhaben über diesen Fauxpas des Segelmachers segelt man bewusst undekoriert.
Weltmeistertitel werden innerhalb dieser Klasse höher geschätzt als olympische Siege.

### Olympische Sommerspiele
Die Olympischen Sommerspiele 1940 und 1944 fanden wegen des Zweiten Weltkrieges nicht statt.
Für die Segelwettbewerbe im Sommer 1976 auf dem Ontariosee in Kanada wurde der Star durch das Kielboot Tempest ersetzt. Bei der Sitzung der International Sailing Federation am 7. Mai 2011 wurde das Starboot ab 2016 erneut aus dem olympischen Programm genommen.
| Jahr | Nationalität           | Skipper/Steuermann  | Crew/Vorschoter      | Segelnummer | Bootsname  |
| ---- | ---------------------- | ------------------- | -------------------- | ----------- | ---------- |
| 1932 | Vereinigte Staaten     | Gilbert Gray        | Andrew Libano        | 615         | Jupiter    |
| 1936 | Deutsches Reich        | Peter Bischoff      | Hans-Joachim Weise   | 1287        | Wannsee    |
|      |                        |                     |                      |             |            |
|      |                        |                     |                      |             |            |
| 1948 | Vereinigte Staaten     | Hilary Smart        | Paul Smart           | 2570        | Hilarius   |
| 1952 | Italien                | Agostino Straulino  | Nicolò Rode          | 2958        | Merope     |
| 1956 | Vereinigte Staaten     | Herbert Williams    | Lawrence Low         | 3745        | Kathleen   |
| 1960 | Sowjetunion            | Timir Pinegin       | Fjodor Schutkow      | 3802        | Tornado    |
| 1964 | Bahamas                | Durward Knowles     | Cecil Cooke          | 4789        | Gem        |
| 1968 | Vereinigte Staaten     | Lowell North        | Peter Barrett        | 4733        | North Star |
| 1972 | Australien             | John Anderson       | David Forbes         | —           | —          |
|      |                        |                     |                      |             |            |
| 1980 | Sowjetunion            | Walentin Mankin     | Aleksandrs Muzičenko | 6494        | —          |
| 1984 | Vereinigte Staaten     | William Earl Buchan | Steven Erickson      | 6960        | —          |
| 1988 | Vereinigtes Königreich | Michael McIntyre    | Bryn Vaile           | —           | —          |
| 1992 | Vereinigte Staaten     | Mark Reynolds       | Hal Haenel           | 7592        | —          |
| 1996 | Brasilien              | Torben Grael        | Marcelo Ferreira     | —           | —          |
| 2000 | Vereinigte Staaten     | Mark Reynolds       | Magnus Liljedahl     | 7829        | —          |
| 2004 | Brasilien              | Torben Grael        | Marcelo Ferreira     | —           | —          |
| 2008 | Vereinigtes Königreich | Iain Percy          | Andrew Simpson       | —           | —          |
| 2012 | Schweden               | Fredrik Lööf        | Max Salminen         | —           | —          |

### Weltmeisterschaften
In dieser Liste werden nur diejenigen Weltmeisterschaften aufgeführt, in denen
- keine Olympischen Sommerspiele stattfanden oder
- der Star nicht bei Olympischen Spielen zugelassen war oder
- der Zugang zu den Olympischen Spielen signifikant beschränkt war.

Alle Teilnehmer in den Weltmeisterschaften der 1920er Jahre und während des Zweiten Weltkrieges kamen aus Nordamerika.
Der Weltmeister des Jahres 1984 aus Brasilien nahm an den Olympischen Spielen im selben Jahr teil.
| Jahr und Austragungsort        | Nationalität | Skipper/Steuermann | Crew/Vorschoter  | Bootsname    |  |
| ------------------------------ | ------------ | ------------------ | ---------------- | ------------ |  |
| 1924 Western Long Island Sound | USA          | Jack Robinson      | Arthur Knapp Jr. | Little Bear  |  |
| 1928 Newport Beach             | USA          | Prentice Edrington | Gilbert Gray     | Sparkler II  |  |
|                                |              |                    |                  |              |  |
| 1940 San Diego                 | USA          | James Cowie        | Gordon Cowie     | Rambunctious |  |
| 1944 Lake Michigan             | USA          | Gerald Driscoll    | Malin Burnham    | —            |  |
|                                |              |                    |                  |              |  |
| 1976 Nassau (Bahamas)          | USA          | James Allsopp      | Michael Guhin    | Mustard Seed |  |
| 1980 Rio de Janeiro            | USA          | Tom Blackaller     | David Shaw       | Chewbacca    |  |
|                                |              |                    |                  |              |  |